# WrestleMania 34
WrestleMania 34 – trzydziesta czwarta gala wrestlingu z cyklu WrestleMania wyprodukowana przez federację WWE. Odbyła się 8 kwietnia 2018 w Mercedes-Benz Superdome w Nowym Orleanie w stanie Luizjana. Emisja była przeprowadzana na żywo za pośrednictwem WWE Network oraz w systemie pay-per-view.
Podczas gali odbyło się czternaście walk, w tym trzy podczas pre-show. W walce wieczoru Brock Lesnar pokonał Romana Reignsa i obronił WWE Universal Championship. Ponadto AJ Styles obronił WWE Championship w starciu z Shinsuke Nakamurą. Ronda Rousey zadebiutowała we wrestlingowym ringu; ona i Kurt Angle pokonali Triple H’a i Stephanie McMahon. Daniel Bryan odbył swoją pierwszą walkę po trzyletniej przerwie od występów i wspólnie z Shane’em McMahonem pokonali Kevina Owensa i Samiego Zayna. The Undertaker powiększył liczbę swoich wygranych na galach WrestleMania pokonując Johna Cenę.
Asuka poniosła pierwszą porażkę w WWE w pojedynku z Charlotte Flair o SmackDown Women’s Championship. 10-letni fan stał się najmłodszym mistrzem w historii WWE; wraz z Braunem Strowmanem pokonali Cesaro i Sheamusa o tytuły WWE Raw Tag Team Championship. Była to pierwsza WrestleMania, na której broniono WWE SmackDown Tag Team Championship.

## Produkcja

### Przygotowania

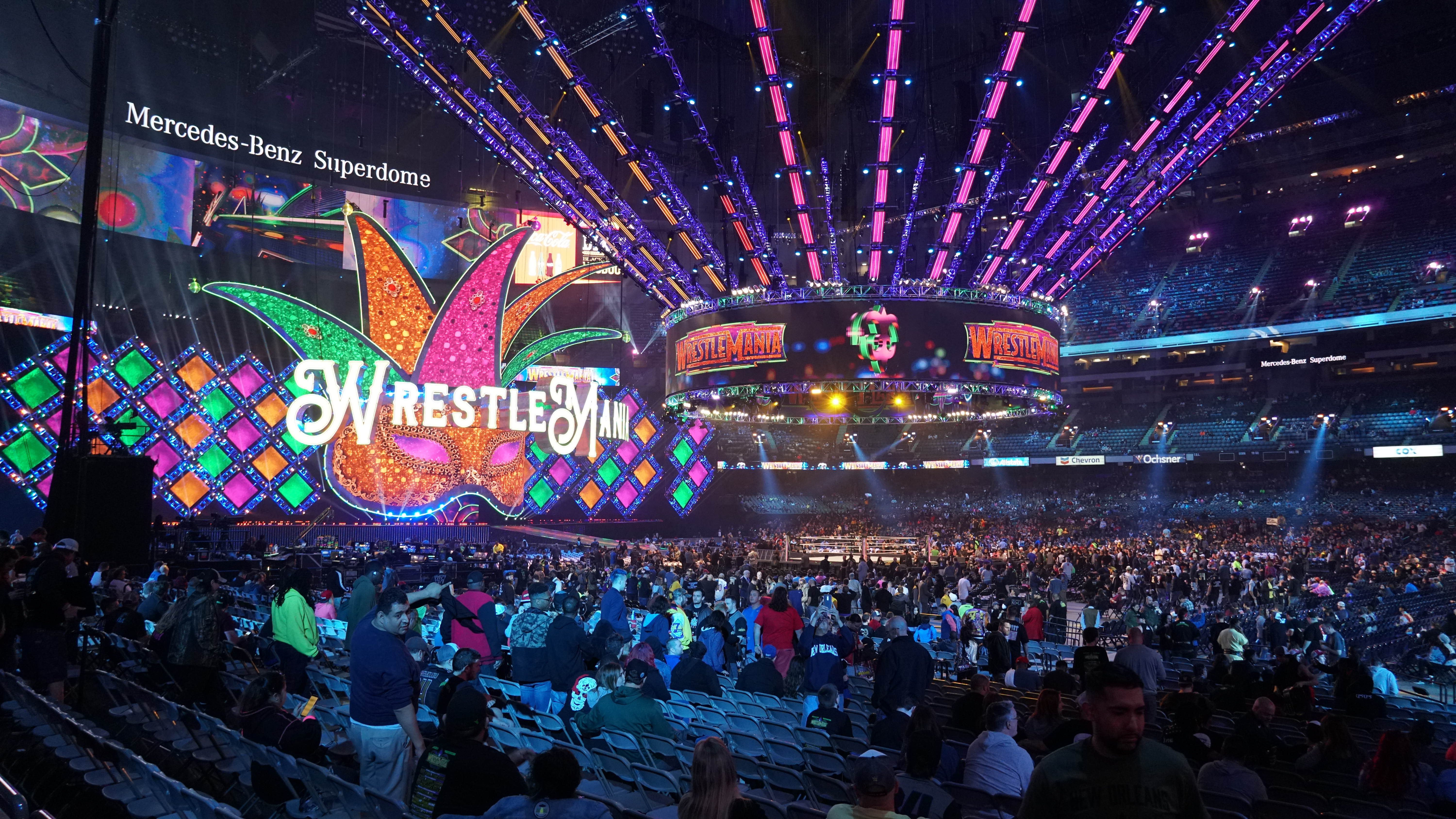
Arena WrestleManii 34.

WrestleMania jest sztandarowym cyklem gal pay-per-view federacji WWE, potocznie nazywa się ją Super Bowlem rozrywki sportowej. Cykl rozpoczął się wraz z pierwszą galą, 31 marca 1985. WrestleMania 34 była trzydziestą czwartą galą chronologii, drugą organizowaną w nowoorleańskim Mercedes-Benz Superdome (po WrestleManii XXX z 2014). Sprzedaż biletów na wydarzenie rozpoczęła się 17 listopada 2017, natomiast specjalne pakiety podróżne sprzedawane były od 30 października.
WrestleMania oferowała walki profesjonalnego wrestlingu z udziałem wrestlerów należących do brandów Raw i SmackDown. Oskryptowane rywalizacje (storyline’y) kreowane były podczas cotygodniowych gal Raw, SmackDown Live oraz ekskluzywnej dla dywizji cruiserweight 205 Live. Wrestlerzy są przedstawieni jako heele (negatywni, źli zawodnicy i najczęściej wrogowie publiki) i face’owie (pozytywni, dobrzy i najczęściej ulubieńcy publiki), którzy rywalizują pomiędzy sobą w seriach walk mających budować napięcie. Kulminacją rywalizacji jest walka wrestlerska lub ich seria.
5 marca ogłoszono, że amerykańscy artyści Chloe x Halle zaśpiewają „America the Beautiful” na początku show. Oficjalnymi motywami muzycznymi gali były „Celebrate” i „New Orleans” autorstwa Kid Rocka, a także „Let the Good Times Roll” autorstwa Freddiego Kinga.

### Rywalizacje

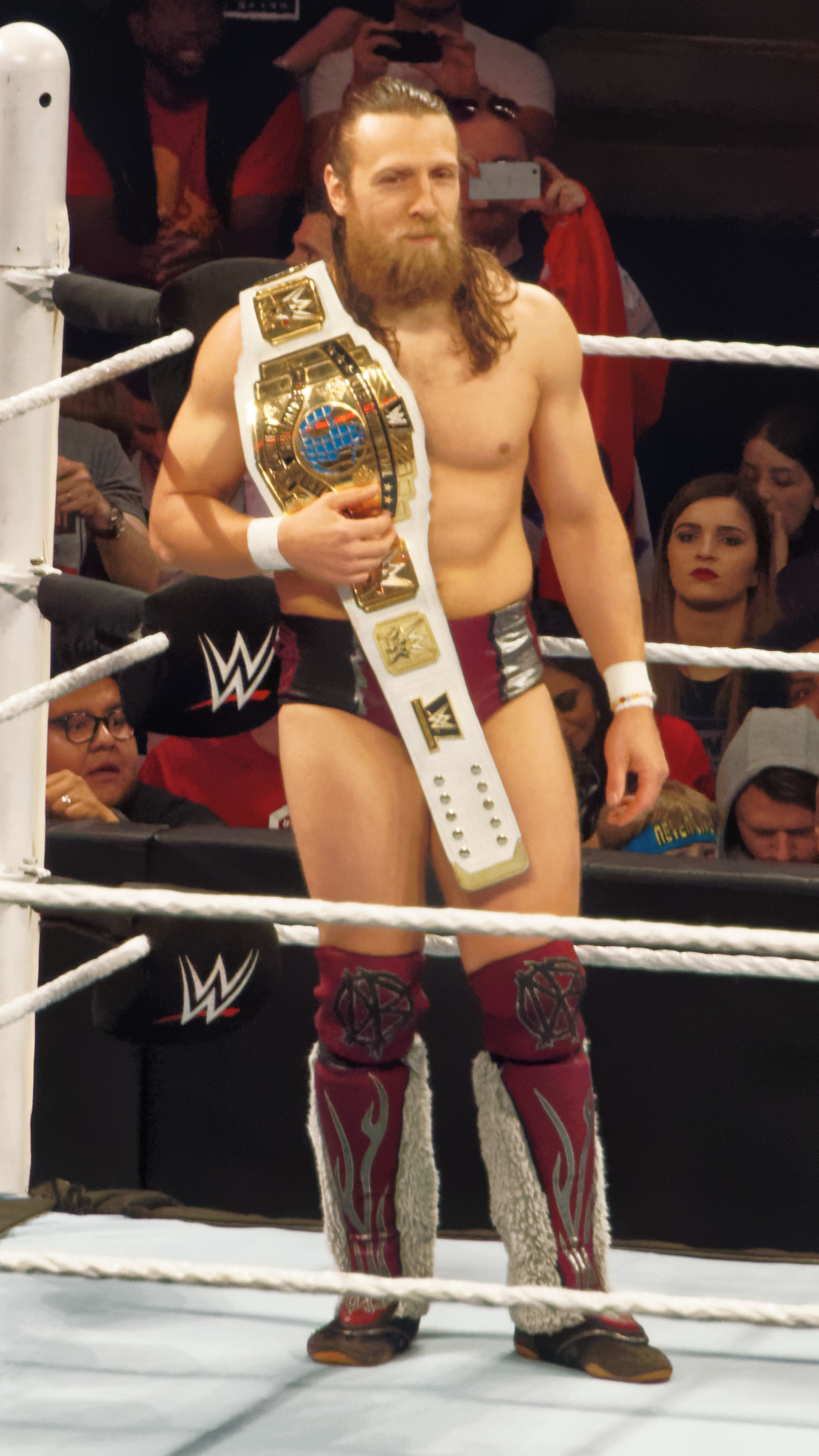
Daniel Bryan, który po dwuletniej przerwie od występów w ringu powróci na WrestleManii 34.

W walki wieczoru WrestleManii 31, Brock Lesnar bronił ówczesnego WWE World Heavyweight Championship w walce z Romanem Reignsem. Walka nie rozstrzygnęła rywalizacji, ponieważ zdobywca walizki Money in the Bank, Seth Rollins, wykorzystał kontrakt w środku starcia, dołączył do walki i ostatecznie wygrał ją, zdobywając mistrzostwo. Dwa lata później na WrestleManii 33, Lesnar zdobył WWE Universal Championship, natomiast Reigns stał się drugą osobą, która pokonała The Undertakera na sztandarowej gali federacji (pierwszą był Lesnar). Zwycięzca męskiego Royal Rumble matchu, Shinsuke Nakamura, na oponenta wybrał WWE Championa AJ Stylesa, przez co Lesnar pozostał bez przeciwnika na WrestleManii. Podczas gali Elimination Chamber odbył się pierwszy w historii siedmioosobowy Elimination Chamber match o prawo do walki z Lesnarem, który wygrał Roman Reigns. Lesnar miał wystąpić podczas Raw z 26 lutego, lecz ostatecznie nie pojawił się na gali; sytuację wykorzystał Reigns, wygłaszając promo obrażające Lesnara i wytykające jego brak szacunku dla WWE. Tydzień później w ringu pojawił się Paul Heyman, który obiecał, że Lesnar obroni Universal Championship, zaś w sierpniu na gali SummerSlam będzie posiadaczem Universal Championship i UFC Heavyweight Championship. Dodał również, że Lesnar pojawi się 12 marca podczas tygodniówki Raw. Pomimo zapowiedzi Lesnar nie pojawił się na gali, wskutek czego sfrustrowany Reigns nakrzyczał na generalnego menadżera brandu Raw Kurta Angle’a i poszedł na zaplecze domagać się wyjaśnień od prezesa WWE Vince’a McMahona. Kilkanaście minut później McMahon ogłosił, że (według scenariusza) zawiesza Reignsa i obiecał, iż Lesnar pojawi się w przyszłym tygodniu we własnej osobie. Siedem dni później, pomimo bycia zawieszonym, Reigns pojawił się w ringu i oczekiwał na przybycie Lesnara. Angle wezwał ochronę, która skuła Reignsa, lecz po chwili na arenę wkroczył Lesnar, który brutalnie zaatakował swojego przeciwnika. Reigns został wyniesiony z areny na noszach. 26 marca podczas odcinka Raw Lesnar ponownie zaatakował kontuzjowanego Reignsa, między innymi wykonując na nim F-5 na stalowe schodki. Podczas ostatniej edycji Raw przed WrestleManią, Heyman obiecał, że jeśli Reigns zdoła pokonać jego klienta, to więcej nie pokażą się podczas przyszłych odcinków Raw. W ringu ponownie pojawił się Reigns, który szukając zemsty zaatakował Lesnara wykonując mu pięć superman punchów, lecz kolejny raz z bijatyki zwycięsko wyszedł Lesnar.
Podczas gali Royal Rumble, członek rosteru SmackDown Shinsuke Nakamura wygrał męski Royal Rumble match eliminując jako ostatniego Romana Reignsa, dzięki czemu uzyskał miano pretendenta do walki o światowe mistrzostwo na WrestleManii 34. Tuż po walce ogłosił chęć walki z posiadaczem WWE Championship AJ Stylesem. Podczas lutowej gali Fastlane, Styles obronił WWE Championship w Six-Pack Challenge’u pokonując Kevina Owensa, Samiego Zayna, Barona Corbina, Dolpha Zigglera oraz wolnego agenta Johna Cenę, tym samym zatwierdzając walkę Stylesa i Nakamury na WrestleManii. Podczas tej samej gali Nakamura pokonał Ruseva. Dwa dni później podczas odcinka tygodniówki SmackDown Live Styles spotkał się w ringu z Rusevem, lecz ich walka zakończyła się dyskwalifikacją z powodu interwencji Aidena Englisha. Na ratunek Stylesowi przybył Nakamura, który po chwili obiecał, że do WrestleManii będzie chronił mistrza WWE, aczkolwiek na gali pay-per-view pokona mistrza. Tydzień później Styles komentował zwycięską walkę Nakamury z Rusevem. 27 marca podczas epizodu SmackDown Live Styles był w narożniku Nakamury podczas jego walki z Sheltonem Benjaminem. Po pokonaniu Benjamina, Nakamura powiedział mistrzowi, że potrzebował go w narożniku tylko po to, aby zobaczył w jaki sposób go pokona na WrestleManii. Po chwili Benjamin i Chad Gable zaatakowali Stylesa, lecz na jego ratunek wrócił do ringu Nakamura, po czym próbował i ostatecznie zrezygnował z wykonania mu ruchu Kinshasa. Podczas ostatniej edycji SmackDown Live przed WrestleManią, Styles i Nakamura zawalczyli i pokonali Gable’a i Benjamina. Po walce – podobnie jak tydzień wcześniej – Styles próbował, lecz po chwili zrezygnował z wykonania Nakamurze Phenomenal Forearm.
Po przegranej walce w Elimination Chamber matchu podczas gali o tej samej nazwie, posiadacz WWE Intercontinental Championship The Miz został poinformowany przez generalnego menadżera brandu Raw Kurta Angle’a, że będzie bronił swojego tytułu na WrestleManii. 26 lutego podczas odcinka Raw został pokonany przez Setha Rollinsa, zaś po walce ku ich zdziwieniu wyszedł do ringu Finn Bálor, który również miał ustanowioną walkę z Mizem. The Miztourage (Bo Dallas i Curtis Axel) zaatakowali Bálora powodując dyskwalifikację, jednakże na jego ratunek przybyli Luke Gallows i Karl Anderson. Po restarcie walki Bálor pokonał Miza. Tydzień później Rollins i Bálor skonfrontowali się z Mizem, co doprowadziło do 2-on-3 handicap matchu Bálora i Rollinsa z Mizem i The Miztourage, w której Rollins przypiął Miza. Po walce Angle ogłosił, że na WrestleManii The Miz będzie walczył z Rollinsem i Bálorem o Intercontinental Championship. 12 marca na Raw The Miz poprowadził swój segment Miz TV z gośćmi w postaci Bálora i Rollinsa, którzy wspólnie zaatakowali posiadacza mistrzostwa, lecz po chwili Rollins wymierzył cios łokciem w Bálora. Kilka minut później Bálor pokonał Rollinsa w singlowej walce. 19 marca podczas tygodniówki Raw, Gallows, Anderson i Bálor pokonali Miza, Dallasa oraz Axela w sześcioosobowym drużynowym starciu. Tydzień później podczas segmentu Miz TV, Miz i The Miztourage udawali przed publiką swój rozłam współpracy, jednakże trio zaatakowało wspólnie Bálora i Rollinsa. Po uspokojeniu sytuacji w ringu, Bálor zaatakował od tyłu Rollinsa. 2 kwietnia podczas odcinka Raw, The Miz komentował zwycięską singlową walkę Rollinsa nad Bálorem.
Podczas gali Fastlane, Randy Orton pokonał Bobby’ego Roode’a i zdobył United States Championship pierwszy raz w swojej karierze. Po walce Jinder Mahal, który uważał, że powinien uczestniczyć w walce, wszedł do ringu, jednakże został przez nich obu zaatakowany; ponadto Roode wymierzył Glorious DDT na Ortonie. Dwa dni później podczas epizodu SmackDown Live, Roode skonfrontował się z Ortonem i powiedział mu, że wykorzysta klauzulę rewanżową na WrestleManii 34. Mahal pokonał Roode’a w singlowej walce, lecz po niej otrzymał RKO od Ortona. Tydzień później ogłoszono, że Orton będzie bronił mistrzostwa w trzyosobowej walce na WrestleManii. 27 marca Mahal wraz z Rusevem pokonał Ortona i Roode’a. Na zapleczu Mahal pochwalił Ruseva za wzorową współpracę, lecz ten poinformował, że w ringu przypiął mistrza, wskutek czego zażądał bycia dodanym do pojedynku mistrzowskiego. Tej samej nocy potwierdzono udział Ruseva w walce na WrestleManii. Tydzień później Rusev pokonał Mahala w singlowej walce.
Podczas gali Royal Rumble, członkini brandu Raw Asuka wygrała pierwszy w historii żeński Royal Rumble match eliminując jako ostatnią Nikki Bellę. W rezultacie mogła zawalczyć o WWE Raw Women’s Championship lub WWE SmackDown Women’s Championship na WrestleManii 34. Następnego dnia podczas tygodniówki Raw, komisarz brandu Raw Stephanie McMahon przekonała Asukę, aby wstrzymała się w wyborem, po czym ogłosiła, że posiadaczka Raw Women’s Championship Alexa Bliss będzie broniła tytułu w pierwszym w historii żeńskim Elimination Chamber matchu przeciwko Bayley, Mandy Rose, Mickie James, Sashy Banks i Sonyi Deville. Podczas gali Elimination Chamber Bliss obroniła mistrzostwo, zaś Asuka pokonała Nię Jax, dzięki czemu Jax nie otrzymała szansy na walkę o mistrzostwo Bliss na WrestleManii. Podczas marcowej gali Fastlane, Charlotte Flair obroniła SmackDown Women’s Championship pokonując Ruby Riott i kończąc z nią rywalizację. Po walce w ringu pojawiła się Asuka, która spoglądając na mistrzynię wskazała na logo WrestleManii i tym samym wskazała, że chce z nią zawalczyć na WrestleManii. Dzięki temu Asuka została przeniesiona do rosteru SmackDown. 12 marca podczas odcinka tygodniówki Raw Asuka chciała wyjaśnić swój powód wyboru mistrzyni SmackDown, jednakże jej wypowiedź przerwała Alexa Bliss i Mickie James. Chwilę później Asuka pokonała James w singlowej walce. Kolejnego dnia podczas tygodniówki SmackDown Live Asuka skonfrontowała się z Charlotte Flair, gdzie Flair obiecała, że przerwie pasmo zwycięstw pretendentki. 19 marca w odcinku Raw, Asuka pokonała Alexę Bliss w walce bez tytułu na szali poprzez wyliczenie poza ringowe. 3 kwietnia podczas odcinka SmackDown Live, Asuka pojawiła się w ringu po zwycięskiej walce Flair nad Natalyą i ponownie powtórzyła słowa, że pokona ją na WrestleManii.
Po tym jak Alexa Bliss zdobyła WWE Raw Women’s Championship w 2017, mistrzyni uformowała sojusz z Nią Jax, która również chciała zdobyć mistrzostwo. Jax nie zdołała wygrać żeńskiego Royal Rumble matchu, a także pokonać Asukę podczas gali Elimination Chamber. Bliss rozpoczęła sojusz z Mickie James i wspólnie próbowały oszukać Jax, że zasługuje na walkę mistrzowską. 12 marca podczas walki Jax z jobberką, na ekranie przy ukrytej kamerze pokazano Bliss i James, które wyśmiewały otyłość oraz nieporadność Nii Jax w ostatnich miesiącach. Tydzień później Alexa fałszywie przeprosiła Jax, po czym ponownie zaczęła jej ubliżać. Po chwili na arenę wbiegła zdenerwowana Jax, która zaczęła ganiać mistrzynię po arenie. Na zapleczu generalny menadżer Kurt Angle potwierdził, że Jax i Bliss zmierzą się o WWE Raw Women’s Championship na WrestleManii.
Podczas gali Elimination Chamber oraz dobę później podczas odcinka tygodniówki Raw, Cesaro i Sheamus obronili WWE Raw Tag Team Championship pokonując Titus Worldwide (Apollo i Titusa O’Neila). 5 marca duo mistrzów pokonało The Revival (Dasha Wildera i Scotta Dawsona), po czym zachęcili dowolny tag-team do walki z nimi na WrestleManii. Tydzień później mieli zmierzyć się z The Miztourage (Bo Dallasem i Curtisem Axelem), lecz przed rozpoczęciem walki zostali zaatakowani przez wszystkie zespoły rosteru Raw (The Revival, Titus Worldwide, Luke’a Gallowsa i Karla Andersona oraz Heatha Slatera i Rhyno). Kurt Angle wyznaczył drużynowy Battle Royal i miano pretendentów do tytułów Cesaro i Sheamusa. Przed wybiciem gongu do ringu wkroczył Braun Strowman, który występował w walce solowo i zdołał wygrać pojedynek eliminując jako ostatniego Karla Andersona. Tydzień później ujawniono, że Strowman będzie musiał wybrać partnera do walki o mistrzostwa tag team. 19 marca Strowman pokonał Cesaro, zaś tydzień później Sheamusa w singlowych walkach. 2 kwietnia podczas edycji Raw Strowman chciał ujawnić swojego partnera na WrestleManii; poszedł na zaplecze i chwilę później powrócił jako „Brains Strowman”, po czym w ringu zaatakował Cesaro i Sheamusa.
W 2017 The Usos (Jimmy i Jey Uso) prowadzili zaciętą rywalizację z grupą The New Day (Big E, Kofim Kingstonem i Xavierem Woodsem) o tytuły WWE SmackDown Tag Team Championship. Pierwsza rywalizacja zakończyła się w październiku zwycięstwem The Usos w Hell in a Cell matchu. W lutym The New Day uzyskało ponownie miano pretendentów do tychże tytułów, jednakże ich walka podczas gali Fastlane zakończyła się bez rezultatu, gdyż wszyscy uczestnicy walki zostali zaatakowani przez The Bludgeon Brothers (Harpera i Rowana). Dwa dni później podczas odcinka SmackDown Live Big E i Jimmy Uso zostali przez nich pokonani w tag team matchu. Dwa tygodnie później Big E i Woods zmierzyli się z The Bludgeon Brothers, lecz walka się zakończyła dyskwalifikacją po interwencji The Usos. Kilkanaście minut później ogłoszono, że The Usos, The New Day i The Bludgeon Brothers zmierzą się o SmackDown Tag Team Championship w triple threat tag team matchu na WrestleManii.
Po zawieszeniu posiadacza WWE Cruiserweight Championship Enzo Amore i jego zwolnieniu w dniu 23 stycznia 2018, tytuł został zwakowany i zostało ogłoszone, że nowy generalny menadżer tygodniówki 205 Live odniesie się do tej sytuacji. 30 stycznia został nim wybrany Drake Maverick (znany wcześniej jako Rockstar Spud w federacji Impact Wrestling), który wyznaczył szesnastoosobowy turniej eliminacyjny o mistrzostwo, którego finał odbędzie się na WrestleManii 34. Pierwsze rundy turniejowe wygrali Cedric Alexander, TJP, Kalisto, Roderick Strong, Mark Andrews, Drew Gulak, Buddy Murphy i Mustafa Ali, którzy pokonali kolejno Gran Metalika, Tylera Bate’a, Lince Dorado, Hideo Itamiego, Akirę Tozawę, Tony’ego Nese’a, Ariye Daivariego i Gentlemana Jacka Gallaghera. Swoje ćwierćfinałowe pojedynki wygrali Alexander, Strong, Gulak oraz Ali. Półfinały kwalifikujące ich do walki na WrestleManii wygrali Cedric Alexander i Mustafa Ali. Do czasu WrestleManii prezentowano filmiki promujące obu wrestlerów. 2 kwietnia podczas odcinka Raw potwierdzono, że walka odbędzie się podczas pre-show.
Podczas WrestleManii 31, ówczesna gwiazda UFC Ronda Rousey pojawiła się w ringu wraz z The Rockiem; duo skonfrontowało się ze Stephanie McMahon i dyrektorem operacyjnym WWE Triple H’em, którzy prowadzili grupą The Authority. Rousey zaatakowała Triple H’a i zablokowała cios Stephanie, po czym celebrowała w środku ringu z The Rockiem. Od tamtego momentu Rousey okazjonalnie pojawiała się na galach organizowanych przez WWE. Podczas styczniowej gali Royal Rumble, tuż po zwycięstwie Asuki w żeńskim Royal Rumble matchu, na arenie pojawiła się Rousey, która wskazała na tablicę z logiem WrestleManii. Podczas gali Elimination Chamber pojawiła się w ringu z generalnym menadżerem brandu Raw Kurtem Anglem, Stephanie oraz Triple H’em, gdzie miała podpisać kontrakt z federacją i należeć do rosteru brandu Raw. Triple H potwierdził, że w jej kontrakcie nie ma żadnych specjalnych udogodnień i swoją pierwszą walkę stoczy na WrestleManii. Angle, który został przez Triple H’a zaatakowany w listopadzie 2017 podczas gali Survivor Series, przypomniał o incydencie z WrestleManii 31 i powiedział Rousey, że Stephanie i Triple H chcą ją zmanipulować. W rezultacie Rousey wykonała rzut Triple H’em poprzez drewniany stołek, zaś Stephanie próbująca ją spoliczkować uciekła z ringu. 26 lutego podczas odcinka tygodniówki Raw, Angle, który bał się utraty swojego stanowiska, powiedział Rousey, że ją okłamał. Ronda wymusiła przeprosiny ze strony Stephanie i Triple H’a, lecz przy wychodzeniu z ringu, Triple H zaatakował Angle’a. Tydzień później Stephanie ogłosiła, że Rousey będzie mogła zawalczyć z dowolną wrestlerką na WrestleManii prócz mistrzyni. Angle przypomniał, że Stephanie ma podpisane dwa kontrakty z federacją: jako autorytet, a także jako wrestlerka. Po chwili ogłosił, że on i Rousey zawalczą z Triple H’em i Stephanie w mixed tag team matchu na WrestleManii. Podczas odcinka tygodniówki Raw z 2 kwietnia, obydwa zespoły spotkały się w ringu podczas debaty, podczas której Stephanie wykonała przerzut na Rousey przez stół.
Przez drugą połowę 2017, Kevin Owens rywalizował z komisarzem brandu SmackDown Shane’em McMahonem, co doprowadziło do ich walki w Hell in a Cell matchu podczas październikowej gali Hell in a Cell. Sami Zayn pomógł Owensowi pokonać Shane’a i stał się antagonistą. Zayn wyjaśnił swoją pomoc tym, że pomimo przeniesienia go z brandu Raw do SmackDown nie otrzymał żadnej szansy na walki o mistrzostwa. Twierdził, że Shane’a nie obchodzą zawodnicy jego brandu. Dodał, że pomimo częstych rywalizacji w przeszłości z Owensem, postanowił się z nim zjednoczyć. Miesiąc później podczas gali Survivor Series, Owens i Zayn zaatakowali Shane’a podczas 5-on-5 Survivor Series interbrand elimination matchu, co między innymi spowodowało porażkę drużyny SmackDown z drużyną Raw. Shane zadecydował, że duo zawalczy z Randym Ortonem i Shinsuke Nakamurą podczas grudniowej gali Clash of Champions, zaś on będzie sędzią specjalnym; w przeciągu kilku kolejnych tygodni jako drugiego sędziego dodano generalnego menadżera Daniela Bryana. Podczas walki doszło do kłótni pomiędzy sędziami, zaś pojedynek wygrali Owens i Zayn, który szybko odliczył do trzech. Shane wierzył, że Bryan faworyzuje tę dwójkę, między innymi dając im szansę na walkę o WWE Championship z AJ Stylesem podczas styczniowej gali Royal Rumble, z której zwycięsko wyszedł Styles. 13 marca podczas odcinka tygodniówki SmackDown Live, McMahon ogłosił, że na czas nieokreślony zrobi przerwę od występów w roli komisarza, po czym dodał, że na WrestleManii Owens zmierzy się z Zaynem. Po chwili Shane został brutalnie zaatakowany przez tę dwójkę. Tydzień później ogłoszono, że WWE zezwoliło Bryanowi na wznowienie kariery wrestlera. 20 marca podczas epizodu SmackDown Live Bryan (wedle scenariusza) zwolnił Owensa i Zayna za zeszłotygodniową bójkę. Podczas kolejnego epizodu Bryan ogłosił, że on i Shane zmierzą się z Owensem i Zaynem na WrestleManii 34 z warunkiem, że jeśli Owens i Zayn wygrają, to zostaną ponownie zatrudnieni. Podczas odcinka SmackDown Live z 3 kwietnia, Bryan i Shane pojawili się w ringu i w geście pełnego porozumienia uścisnęli ręce, po czym obiecali, że pokonają swoich przeciwników. Owens i Zayn pojawili się pod koniec show i stwierdzili, że ich „momentem na WrestleManii” będzie upokorzenie Bryana przed oczami jego rodziny. Po chwili zostali odeskortowani przez ochronę z areny.
12 marca podczas odcinka tygodniówki Raw ogłoszono, że na WrestleManii odbędzie się pierwszy żeński Fabulous Moolah Memorial Battle Royal na cześć członkini WWE Hall of Fame, w którym wziąć udział mogą wrestlerki rosteru Raw, SmackDown i NXT. Pojedynek jest odpowiednikiem Andre the Giant Memorial Battle Royalu, który odbywał się corocznie na WrestleManii od 2014. Kilka dni później zmieniono nazwę walki na „WrestleMania Women’s Battle Royal” z powodu wytykania przez fanów kontrowersyjnej przeszłości Moolah. 19 marca podczas odcinka tygodniówki Raw, The Revival (Scott Dawson i Dash Wilder) wygrali pojedynek z Titus Worldwide (Apollo i Titusem O’Neilem). Po walce ogłosili udział w corocznym André the Giant Memorial Battle Royalu, a także, iż będą pierwszym zespołem, który wygra tę walkę. Następnego dnia swoje uczestnictwo ogłosili Baron Corbin, Mojo Rawley i Tye Dillinger. 26 marca podczas epizodu Raw potwierdzono udział Matta Hardy’ego, zaś dzień później Dolpha Zigglera, Tylera Breeze’a i Fandango. W ostatnim tygodniu przed WrestleManią potwierdzono udział Goldusta, Heatha Slatera, Rhyno, Zacka Rydera i Primo Colóna.

## Wyniki walk
| Nr                                                                   | Wyniki | Stypulacje                                                                   | Czas  |
| -------------------------------------------------------------------- | --- | ---------------------------------------------------------------------------- | ----- |
| 1P                                                                   | Matt Hardy wygrał eliminując jako ostatniego Barona Corbina                                                                                        | 30-osobowy Battle Royal o André the Giant Memorial Trophy                    | 15:45 |
| 2P                                                                   | Cedric Alexander pokonał Mustafę Alego | Finał turnieju o zwakowany WWE Cruiserweight Championship                    | 12:20 |
| 3P                                                                   | Naomi wygrała eliminując jako ostatnią Bayley | 20-osobowy Battle Royal o WrestleMania Women’s Battle Royal Trophy           | 9:50  |
| 4                                                                    | Seth Rollins pokonał The Miza (c) i Finna Bálora                                                                                                   | Triple Threat match o WWE Intercontinental Championship                      | 15:30 |
| 5                                                                    | Charlotte Flair (c) pokonała Asukę poprzez submission                                                                                              | Singles match o WWE SmackDown Women’s Championship                           | 13:05 |
| 6                                                                    | Jinder Mahal (z Sunilem Singhem) pokonał Randy’ego Ortona (c), Bobby’ego Roode’a i Ruseva (z Aidenem Englishem)                                    | Fatal 4-Way match o WWE United States Championship                           | 8:15  |
| 7                                                                    | Kurt Angle i Ronda Rousey pokonali Triple H’a i Stephanie McMahon poprzez submission                                                               | Mixed Tag Team match                                                         | 20:40 |
| 8                                                                    | The Bludgeon Brothers (Harper i Rowan) pokonali The Usos (Jeya i Jimmy’ego Uso) (c) i The New Day (Big E i Kofiego Kingstona) (z Xavierem Woodsem) | Triple Threat Tag Team match o WWE SmackDown Tag Team Championship           | 5:50  |
| 9                                                                    | The Undertaker pokonał Johna Cenę | Singles match                                                                | 2:45  |
| 10                                                                   | Daniel Bryan i Shane McMahon pokonali Kevina Owensa i Samiego Zayna poprzez submission                                                             | Tag Team match Jeśli Owens i Zayn wygrają, zostaną przywróceni do SmackDown. | 15:25 |
| 11                                                                   | Nia Jax pokonała Alexę Bliss (c) | Singles match o WWE Raw Women’s Championship                                 | 10:15 |
| 12                                                                   | AJ Styles (c) pokonał Shinsuke Nakamurę | Singles match o WWE Championship                                             | 20:20 |
| 13                                                                   | Braun Strowman i Nicholas pokonali Cesaro i Sheamusa (c)                                                                                           | Tag Team match o WWE Raw Tag Team Championship                               | 4:00  |
| 14                                                                   | Brock Lesnar (c) (z Paulem Heymanem) pokonał Romana Reignsa                                                                                        | Singles match o WWE Universal Championship                                   | 15:55 |
| (c) – mistrz/mistrzyni przed walkąP – walka miała miejsce w pre-show | |                                                                              |       |

### Turniej o WWE Cruiserweight Championship
|  |                          |                          |                         |                 |       |                       |                       |                       |  |  |                    |                    |                    |  |  |                       |                       |                       |
|  | Pierwsza runda 205 Live  | Pierwsza runda 205 Live  | Pierwsza runda 205 Live |                 |       | Ćwierćfinały 205 Live | Ćwierćfinały 205 Live | Ćwierćfinały 205 Live |  |  | Półfinały 205 Live | Półfinały 205 Live | Półfinały 205 Live |  |  | Finał WrestleMania 34 | Finał WrestleMania 34 | Finał WrestleMania 34 |
|  | Pierwsza runda 205 Live  | Pierwsza runda 205 Live  | Pierwsza runda 205 Live |                 |       | Ćwierćfinały 205 Live | Ćwierćfinały 205 Live | Ćwierćfinały 205 Live |  |  | Półfinały 205 Live | Półfinały 205 Live | Półfinały 205 Live |  |  | Finał WrestleMania 34 | Finał WrestleMania 34 | Finał WrestleMania 34 |
|  | 30 stycznia              |                          |                         |                 |       |                       |                       |                       |  |  |                    |                    |                    |  |  |                       |                       |                       |
|  |                          |                          |                         |                 |       |                       |                       |                       |  |  |                    |                    |                    |  |  |                       |                       |                       |
|  | Cedric Alexander         | Cedric Alexander         | Pin                     |                 |       |                       |                       |                       |  |  |                    |                    |                    |  |  |                       |                       |                       |
|  | Cedric Alexander         | Cedric Alexander         | Pin                     | 27 lutego       |       |                       |                       |                       |  |  |                    |                    |                    |  |  |                       |                       |                       |
|  | Gran Metalik             | Gran Metalik             | 9:27                    |                 |       |                       |                       |                       |  |  |                    |                    |                    |  |  |                       |                       |                       |
|  | Gran Metalik             | Gran Metalik             | 9:27                    |                 |       | Cedric Alexander      | Cedric Alexander      | Pin                   |  |  |                    |                    |                    |  |  |                       |                       |                       |
|  | 30 stycznia              |                          |                         |                 |       | Cedric Alexander      | Cedric Alexander      | Pin                   |  |  |                    |                    |                    |  |  |                       |                       |                       |
|  |                          |                          | TJP                     | TJP             | 17:21 |                       |                       |                       |  |  |                    |                    |                    |  |  |                       |                       |                       |
|  | TJP                      | TJP                      | TJP                     | TJP             | 17:21 | Pin                   |                       |                       |  |  |                    |                    |                    |  |  |                       |                       |                       |
|  | TJP                      | TJP                      |                         |                 |       | Pin                   | 13 marca              |                       |  |  |                    |                    |                    |  |  |                       |                       |                       |
|  | Tyler Bate               | Tyler Bate               | 14:31                   |                 |       |                       |                       |                       |  |  |                    |                    |                    |  |  |                       |                       |                       |
|  | Tyler Bate               | Tyler Bate               | 14:31                   |                 |       | Cedric Alexander      | Cedric Alexander      | Pin                   |  |  |                    |                    |                    |  |  |                       |                       |                       |
|  | 6 lutego                 |                          |                         |                 |       | Cedric Alexander      | Cedric Alexander      | Pin                   |  |  |                    |                    |                    |  |  |                       |                       |                       |
|  |                          |                          | Roderick Strong         | Roderick Strong | 14:54 |                       |                       |                       |  |  |                    |                    |                    |  |  |                       |                       |                       |
|  | Kalisto                  | Kalisto                  | Roderick Strong         | Roderick Strong | 14:54 | Pin                   |                       |                       |  |  |                    |                    |                    |  |  |                       |                       |                       |
|  | Kalisto                  | Kalisto                  | 27 lutego               |                 |       | Pin                   |                       |                       |  |  |                    |                    |                    |  |  |                       |                       |                       |
|  | Lince Dorado             | Lince Dorado             | 11:37                   |                 |       |                       |                       |                       |  |  |                    |                    |                    |  |  |                       |                       |                       |
|  | Lince Dorado             | Lince Dorado             | 11:37                   |                 |       | Kalisto               | Kalisto               | 11:39                 |  |  |                    |                    |                    |  |  |                       |                       |                       |
|  | 6 lutego                 |                          |                         |                 |       | Kalisto               | Kalisto               | 11:39                 |  |  |                    |                    |                    |  |  |                       |                       |                       |
|  |                          |                          | Roderick Strong         | Roderick Strong | Pin   |                       |                       |                       |  |  |                    |                    |                    |  |  |                       |                       |                       |
|  | Roderick Strong          | Roderick Strong          | Roderick Strong         | Roderick Strong | Pin   | Pin                   |                       |                       |  |  |                    |                    |                    |  |  |                       |                       |                       |
|  | Roderick Strong          | Roderick Strong          |                         |                 |       | Pin                   | 8 kwietnia            |                       |  |  |                    |                    |                    |  |  |                       |                       |                       |
|  | Hideo Itami              | Hideo Itami              | 17:04                   |                 |       |                       |                       |                       |  |  |                    |                    |                    |  |  |                       |                       |                       |
|  | Hideo Itami              | Hideo Itami              | 17:04                   |                 |       | Cedric Alexander      | Cedric Alexander      | Pin                   |  |  |                    |                    |                    |  |  |                       |                       |                       |
|  | 13 lutego                |                          |                         |                 |       | Cedric Alexander      | Cedric Alexander      | Pin                   |  |  |                    |                    |                    |  |  |                       |                       |                       |
|  |                          |                          | Mustafa Ali             | Mustafa Ali     | 12:20 |                       |                       |                       |  |  |                    |                    |                    |  |  |                       |                       |                       |
|  | Mark Andrews             | Mark Andrews             | Mustafa Ali             | Mustafa Ali     | 12:20 | Pin                   |                       |                       |  |  |                    |                    |                    |  |  |                       |                       |                       |
|  | Mark Andrews             | Mark Andrews             | 6 marca                 |                 |       | Pin                   |                       |                       |  |  |                    |                    |                    |  |  |                       |                       |                       |
|  | Akira Tozawa             | Akira Tozawa             | 12:28                   |                 |       |                       |                       |                       |  |  |                    |                    |                    |  |  |                       |                       |                       |
|  | Akira Tozawa             | Akira Tozawa             | 12:28                   |                 |       | Mark Andrews          | Mark Andrews          | 12:10                 |  |  |                    |                    |                    |  |  |                       |                       |                       |
|  | 13 lutego                |                          |                         |                 |       | Mark Andrews          | Mark Andrews          | 12:10                 |  |  |                    |                    |                    |  |  |                       |                       |                       |
|  |                          |                          | Drew Gulak              | Drew Gulak      | Sub   |                       |                       |                       |  |  |                    |                    |                    |  |  |                       |                       |                       |
|  | Drew Gulak               | Drew Gulak               | Drew Gulak              | Drew Gulak      | Sub   | Sub                   |                       |                       |  |  |                    |                    |                    |  |  |                       |                       |                       |
|  | Drew Gulak               | Drew Gulak               |                         |                 |       | Sub                   | 20 marca              |                       |  |  |                    |                    |                    |  |  |                       |                       |                       |
|  | Tony Nese                | Tony Nese                | 16:10                   |                 |       |                       |                       |                       |  |  |                    |                    |                    |  |  |                       |                       |                       |
|  | Tony Nese                | Tony Nese                | 16:10                   |                 |       | Drew Gulak            | Drew Gulak            | 15:13                 |  |  |                    |                    |                    |  |  |                       |                       |                       |
|  | 20 lutego                |                          |                         |                 |       | Drew Gulak            | Drew Gulak            | 15:13                 |  |  |                    |                    |                    |  |  |                       |                       |                       |
|  |                          |                          | Mustafa Ali             | Mustafa Ali     | Pin   |                       |                       |                       |  |  |                    |                    |                    |  |  |                       |                       |                       |
|  | Buddy Murphy             | Buddy Murphy             | Mustafa Ali             | Mustafa Ali     | Pin   | Pin                   |                       |                       |  |  |                    |                    |                    |  |  |                       |                       |                       |
|  | Buddy Murphy             | Buddy Murphy             | 6 marca                 |                 |       | Pin                   |                       |                       |  |  |                    |                    |                    |  |  |                       |                       |                       |
|  | Ariya Daivari            | Ariya Daivari            | 7:46                    |                 |       |                       |                       |                       |  |  |                    |                    |                    |  |  |                       |                       |                       |
|  | Ariya Daivari            | Ariya Daivari            | 7:46                    |                 |       | Buddy Murphy          | Buddy Murphy          | 11:05                 |  |  |                    |                    |                    |  |  |                       |                       |                       |
|  | 20 lutego                |                          |                         |                 |       | Buddy Murphy          | Buddy Murphy          | 11:05                 |  |  |                    |                    |                    |  |  |                       |                       |                       |
|  |                          |                          | Mustafa Ali             | Mustafa Ali     | Pin   |                       |                       |                       |  |  |                    |                    |                    |  |  |                       |                       |                       |
|  | Mustafa Ali              | Mustafa Ali              | Mustafa Ali             | Mustafa Ali     | Pin   | Pin                   |                       |                       |  |  |                    |                    |                    |  |  |                       |                       |                       |
|  | Mustafa Ali              | Mustafa Ali              |                         |                 |       |                       |                       |                       |  |  |                    |                    |                    |  |  |                       |                       |                       |
|  | Gentleman Jack Gallagher | Gentleman Jack Gallagher | 17:08                   |                 |       |                       |                       |                       |  |  |                    |                    |                    |  |  |                       |                       |                       |
|  | Gentleman Jack Gallagher | Gentleman Jack Gallagher | 17:08                   |                 |       |                       |                       |                       |  |  |                    |                    |                    |  |  |                       |                       |                       |

- Pin – przypięcie
- Sub – submission

## Wydarzenia po gali

### Raw
Tak jak miało to miejsce w poprzednich latach, WWE promuje odcinek tygodniówki Raw po WrestleManii jako „nietradycyjny”, gdyż „międzynarodowa publiczność buczy pozytywne postacie i wspiera wrestlerów odgrywających role antagonistów”. Na początku show do ringu wkroczyła Stephanie McMahon, która pochwaliła swój występ na WrestleManii, gdyż wydobyła wszystko z Rondy Rousey. Po chwili dołączyła do niej Rousey, która po przytuleniu złapała ją za kontuzjowaną rękę i wykonała chwyt armbar.
W odcinku ogłoszono, że podczas kwietniowej gali Greatest Royal Rumble, Lesnar będzie bronił swojego WWE Universal Championship w steel cage matchu z Reignsem; nie podano powodu dlaczego Reigns otrzymał rewanż. Reigns okazał złość, gdyż nikt nie powiedział mu o jego przyszłych walkach i oponentach, wyodrębniając jego rewanż z Lesnarem. Po chwili na arenę wkroczył Samoa Joe, który wyzwał do go walki na majowej gali Backlash, po czym obiecał, że po przegranej z Lesnarem, zostanie pokonany również przez niego.
Nowa posiadaczka Raw Women’s Championship, Nia Jax, odbyła drużynową walkę, gdzie wspólnie z debiutującą Ember Moon podjęły i pokonały Alexę Bliss i Mickie James. Tydzień później Sasha Banks i Bayley zawalczyły w pojedynku, które przerwała drużyna The Riott Squad, która została przeniesiona do rosteru brandu Raw.
9 kwietnia Braun Strowman i Nicholas zrzekli się mistrzostw Raw Tag Team Championship, gdyż Nicholas (wedle scenariusza) nie mógł regularnie występować dla federacji z powodu uczęszczania do podstawówki. Generalny menadżer brandu Raw Kurt Angle ogłosił organizację turnieju „Tag Team Eliminator” o zwakowane tytuły. Jako pierwszych finalistów wyznaczył Cesaro i Sheamusa. Matt Hardy i Bray Wyatt pokonali Titus Worldwide (Apollo Crewsa i Titusa O’Neila) oraz The Revival (Dasha Wildera i Scotta Dawsona), dzięki czemu dotarli do finału.
Nowy posiadacz Intercontinental Championship Seth Rollins spotkał się w ringu z Finnem Bálorem. Ich rozmowę przerwał The Miz, który uznał, że podczas gali Backlash zmierzy się w rewanżu z Rollinsem. Tej samej nocy powrócił Jeff Hardy, który wraz z Rollinsem i Bálorem pokonał The Miza i The Miztourage. Tydzień później z powodu organizacji draftu „Superstar Shake-up”, Miz i Hardy zostali przeniesieni do brandu SmackDown.
Kevin Owens i Sami Zayn pojawili się podczas epizodu Raw, gdyż szukali możliwości pracy w rosterze brandu Raw. Angle ogłosił, że zawalczą w singlowej walce, a zwycięzca zostanie zakontraktowany z brandem Raw. Ich pojedynek zakończył się podwójnym odliczeniem. Tydzień później komisarz Stephanie McMahon cofnęła decyzję i postanowiła zakontraktować obu zawodników do swojego brandu.
Podczas odcinka tygodniówki 205 Live z 10 kwietnia, Cedric Alexander celebrował w ringu z powodu zdobycia tytułu, a Mustafa Ali pochwalił swojego przeciwnika za dobrą walkę. Do ringu wszedł Buddy Murphy, który znienacka zaatakował nowego mistrza wykonując mu Murphy’s Law.

### SmackDown
Podczas odcinka tygodniówki SmackDown Live z 10 kwietnia, komisarz Shane McMahon ogłosił, że Daniel Bryan zrezygnował z posady generalnego menadżera, po czym ogłosił Paige jako jego zastępczynię. Jako walkę wieczoru Paige ogłosiła singlowy pojedynek Bryana z WWE Championem AJ Stylesem. W walce zainterweniował Shinsuke Nakamura, który zaatakował Bryana i Stylesa. Tydzień później ogłoszono, że rewanż Nakamury ze Stylesem odbędzie się podczas gali Greatest Royal Rumble.
10 kwietnia The Usos pokonali The New Day i zyskali miano pretendentów do WWE SmackDown Tag Team Championship na gali Greatest Royal Rumble. Randy Orton pokonał Ruseva i Bobby’ego Roode’a w trzyosobowej walce i stał się pretendentem do tytułu WWE United States Championship. Nowy United States Champion Jinder Mahal został przeniesiony do brandu Raw, lecz 16 kwietnia utracił tytuł na rzecz Jeffa Hardy’ego, zaś dzień później Hardy został przeniesiony do brandu SmackDown. Ogłoszono, że podczas gali Backlash, Orton zmierzy się o tytuł ze zwycięzcą walki Mahala i Hardy’ego z gali Greatest Royal Rumble. Posiadaczka WWE SmackDown Women’s Championship Charlotte Flair skomentowała swoje wielkie zwycięstwo na WrestleManii, lecz wypowiedź przerwały debiutujące The IIconics (Peyton Royce i Billie Kay). Po ich ataku na mistrzyni, sytuację wykorzystała Carmella, która wbiegła do ringu i wykorzystała swój kontrakt Money in the Bank, po czym pokonała ranną mistrzynię i zdobyła tytuł.